# یواس‌اس ویچیتا (ای‌اوآر-۱)
یواس‌اس ویچیتا (ای‌اوآر-۱) (به انگلیسی: USS Wichita (AOR-1)) یک کشتی بود که طول آن ۶۵۹ فوت (۲۰۱ متر) بود. این کشتی در سال ۱۹۶۸ ساخته شد.